# Lars Gustaf Sellstedt

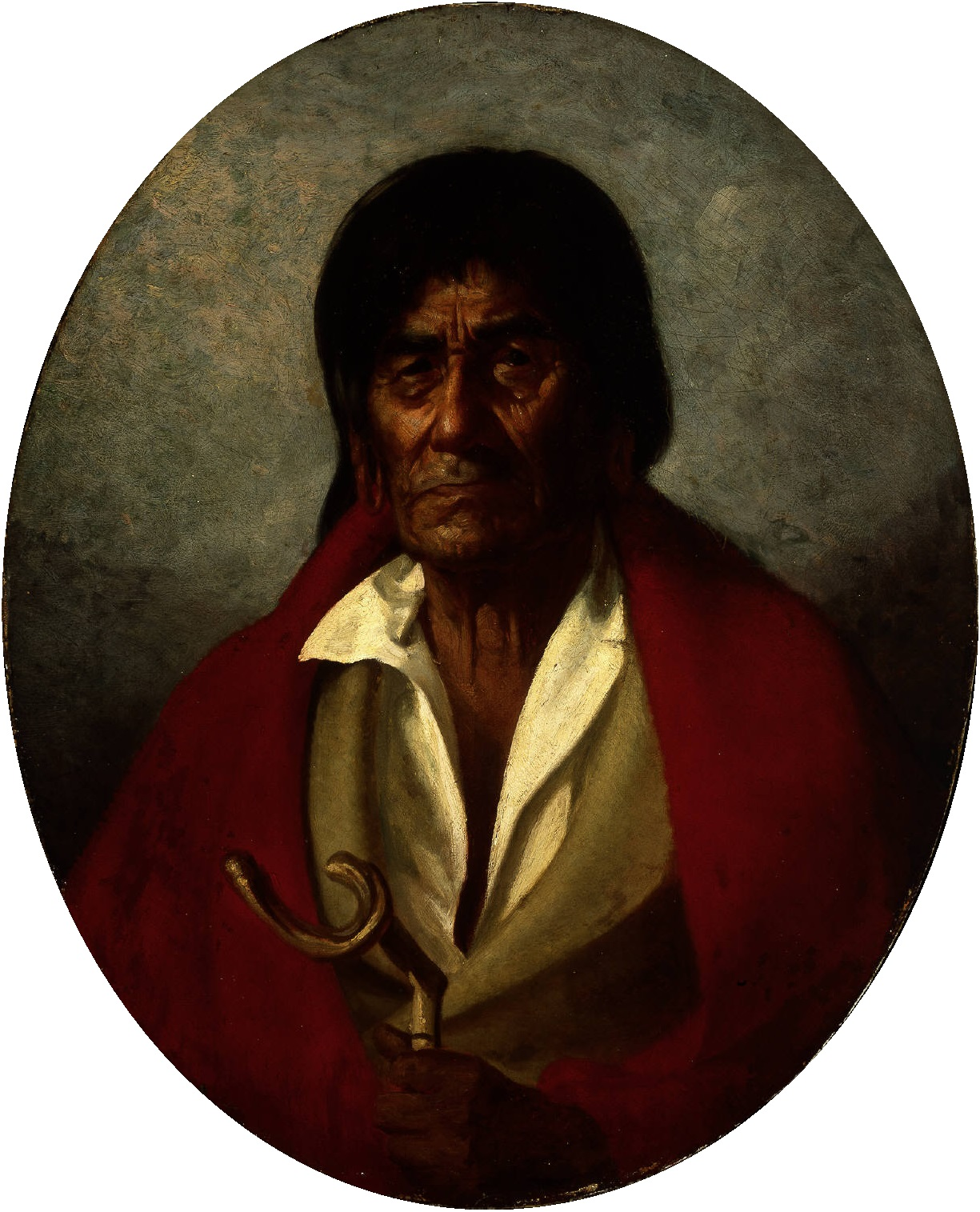
Porträtt av den 105-årige indianen Conjockity.

Lars Gustaf Sellstedt, född 30 april 1819 i Sundsvall, död 4 juni 1911 i Buffalo, New York, var en svensk-amerikansk målare.
Han var son till färgfabrikören Erik Sellstedt och Eva Thorén och gift första gången 1850 med Louise Lovejoy och från 1856 med Caroline Scott. Sellstedt studerade några år vid skolor Sundsvall och Härnösand samtidigt fick han privatlektioner i teckning av en lektorsdotter tills han av sin styvfar togs ur läroverket 1830 för att arbeta praktiskt i hemmet. Illa behandlad lämnade han hemmet 1831 och gick till sjöss som kajutpojke. Under åren 1837–1840 seglade han på en amerikansk örlogsman huvudsakligen i sydamerikanska farvatten och under sin fritid sysslade han en smula med den folkliga konsten som går under benämningen scrimshaw. Med stor skicklighet utförde han även tatueringar och små målningar i akvarell. Han slog sig ner i Buffalo 1842 med avsikt att fortsätta sin sjömansbana på de stora insjöarna och i väntan på en båthyra började han måla tavlor i olja och akvarell. I Buffalo blev han god vän med marinlöjtnanten Axel Adlersparre som såg Sellstedt stora talang och energiskt uppmuntrade honom till att ägna sig åt porträttmåleri. Han fortsatte dock att arbeta till sjöss och först 1846 övergick han definitivt till konsten. Helt utan teoretisk underbyggnad lyckades han under stora svårigheter och umbäranden arbeta sig fram till en ansedd ställning som målare och fick även tid att under något år bedriva medicinska studier. Omedelbart efter sitt första giftermål flyttade han till New York 1950, men efter några svåra månader i storstaden insåg han att framkomstmöjligheten var större i en liten stad varpå han återvände till Buffalo. Genom sitt giftermål med sin andra hustru kom han att tillhöra de socialt tongivande kretsarna i Buffalo och han stod i nära vänskapsförhållande med Millard Fillmore och Grover Cleveland vars båda porträtt han har målat. Tillsammans med sina målarkolleger Thomas Le Clear och William H Beard var han initiativtagare till bildandet av The Buffalo Fine Arts Academy (Albright Art Gallery) 1862. Från starten till 1889 var han akademiens intendent och 1876–1877 dess president samt utnämndes till hedersledamot 1898. Efter att han ställt ut ett självporträtt i National Academy of Design i New York 1872 benämndes han som Associate och 1875 blev han som förste svensk utnämnd till Academician i The National Academy of Design. Sent omsider genomförde han en studieresa 1875 för att studera de gamla mästarna i England, Frankrike och Italien och fem år senare gjorde han tillsammans med sin fru och dotter ett besök i Sverige. Han utgav 1904 sin självbiografi under namnet From Forecastle to Academy: Sailor and Artist samt boken Art in Buffalo 1910. En minnesutställning med hans konst visades av Buffalo Fine Arts Academy 1962. Hans konst består av mariner, landskap och ett stort antal porträtt varav det uttrycksfulla porträttet av den 105 år gamle indianen Conjockity räknas till hans bästa. Han porträtterade även sin målarkamrat William Holbrook Beard, sin svärfar William K Skott. Sellstedt är representerad vid Buffalo Fine Arts Academy och med ett flertal porträtt i Buffalo stadshus.